# بيل سبينس (موسيقي)
بيل سبينس (بالإنجليزية: Bill Spence)‏ هو موسيقي أمريكي، ولد في 12 أغسطس 1940 في آيوا سيتي في الولايات المتحدة، وتوفي في 7 فبراير 2019.